# 金尾鱼属
金尾鱼属（源自希腊语κατωkato（意为“向下”）和οὐράourá（意为”尾巴”））是金尾鱼科下的一类已灭绝的肉食性海洋鱼类，属于弓鳍鱼目，与现代弓鳍鱼有亲缘关系。有人认为，相较于其它金尾鱼类，该属不是单系群。
该属的生存年代范围为2亿至1.4亿年前（早侏罗世至早白垩世）。

## 分类学
金尾鱼属的分类史很混乱。路易士·阿格西最初将该属描述为两种鱼（U. pachyurus和U. gracilis），这两种鱼之前被归类为Uraeus属，后来发现Uraeus这一学名已经被一类眼镜蛇所使用（其现在被归类为眼镜蛇属内的一个亚属）。然而，这两个物种都没有得到适当的描述，它们仍然被视为疑难名；U. pachyurus的标本已经丢失，而纤细金尾鱼（Caturus gracilis）的标本保存得太差，无法确定具体的分类。后来，阿格西描述的C.furcatus物种被沃德伍德（Woodward）指定为该属的模式种，但这是不正确的，因为一个属的模式物种必须是该属最早被描述的物种。这些不一致性使得金尾鱼属和厚茎鱼属（Uraeus gracilis最初被归类为该属）在分类学上都是不稳定的属，因此需要向《动物命名公报》提交请愿书，以保留C.furcatus作为金尾鱼属的模式种。

## 物种
以下为金尾鱼属的已知物种：

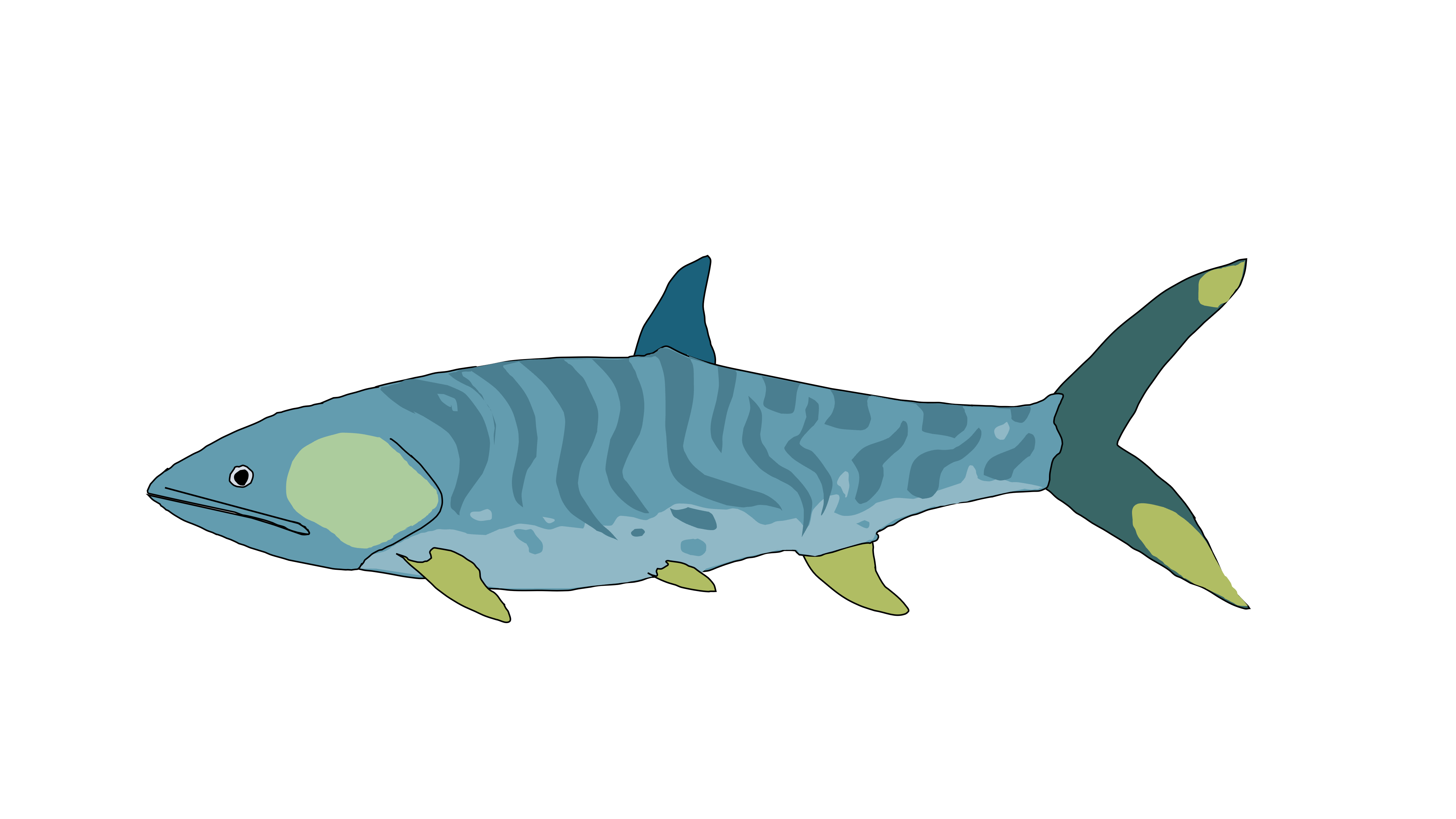
史密斯沃德伍德金尾鱼的复原图

- †阿格西金尾鱼 C. agassizi （Egerton（英语：Sir Philip Grey Egerton, 10th Baronet）, 1858） - 早侏罗世（赫塘期/辛涅缪尔期） 英国 （蓝里阿斯组（英语：Blue Lias））
- †C. chirotes (Agassiz, 1839） - 早侏罗世（赫塘期/辛涅缪尔期） 英国 （蓝里阿斯组（英语：Blue Lias））（=Conodus ferox Agassiz, 1844）
- †达顿金尾鱼 C. dartoni Eastman（英语：Charles R. Eastman）, 1899 - 中侏罗世（巴通期) 北达科他州（圣丹斯组（英语：Sundance Formation））
- †迪恩金尾鱼 C. deani Gregory（英语：William King Gregory）, 1923 - 牛津期古巴 (哈瓜组（英语：Jagua Formation））
- †C. ferox Winkler（英语：Tiberius Cornelis Winkler）, 1862 - 晚侏罗世（提通期）德国（索伦霍芬组）
- †C. furcatus （Agassiz, 1833） - 晚侏罗世（启莫里期）德国（索伦霍芬组）
- †C. heterurus （Agassiz, 1839） - 早侏罗世（赫塘期/辛涅缪尔期）英国（蓝里阿斯组（英语：Blue Lias））（=C. bucklandi Agassiz, 1844）
- †C. latipennis （Agassiz, 1844） - 早侏罗世 （赫塘期/辛涅缪尔期）英国（蓝里阿斯组（英语：Blue Lias））
- †C. latus Münster（英语：Georg zu Münster）, 1834 - 晚侏罗世(提通期）德国 (索伦霍芬组）（=C. cyprinoides Wagner, 1863）
- †C. macrurus Agassiz, 1833 - 晚侏罗世（启莫里期）德国（索伦霍芬组）
- †波特金尾鱼 C. porteri Rayner（英语：Dorothy Helen Rayner）, 1948 - 中侏罗世 （卡洛夫期）英国（牛津泥层）
- †波贝克金尾鱼 C. purbeckensis （亚瑟·史密斯·沃德伍德Arthur Smith Woodward, 1890) - 早白垩世（贝里亚期）英国（波贝克群（英语：Purbeck Group））
- †史密斯沃德伍德金尾鱼 C. smithwoodwardi White（英语：Errol White）, 1925 - 早侏罗世 (托阿尔期) 德国（波西多尼亚页岩（英语：Posidonia Shale））
- †C. tarraconensis Sauvage, 1903 - 早白垩世 （贝里亚期/凡蓝今期）西班牙（拉佩雷拉德鲁比斯组（英语：La Pedrera de Rúbies Formation））
- †C. tenuidens Woodward, 1895 - 早白垩世（贝里亚期) 英国 （波贝克群（英语：Purbeck Group））

许多物种已不再被认为有效。C. angustus Agassiz, 1844, C. branchiostegus Agassiz, 1834, C. brevicostatus Münster, 1842,  C. contractus Wagner, 1863, C. driani Thiollière, 1851, C. elongatus Agassiz, 1834, C. gracilis Wagner, 1863, C. maximus Agassiz, 1834, C. microchirus Agassiz, 1834 and C. pleiodus Agassiz, 1844被认为是疑名；C. fusiformis Wagner, 1863被认为是裸名；C. stenospondylus Sauvage, 1875, C. stenoura Sauvage, 1875, and C. chaperi Sauvage, 1883都被认为是Pachycormus macropterus的异名，而C. cotteaui Sauvage, 1875被认为是Euthynotus intermedius的异名。C. retrodorsalis Sauvage, 1891已被重新归类为叉鳞鱼属。其他物种C. giganteus (Wagner, 1851)已被重新分类为金尾鱼科的其他属，如毬齒魚屬。C. brevis Winkler, 1862, C. latidens Woodward, 1918, and C. velifer Thiollière, 1851已不再被归为金尾鱼科，也尚未被重新分类。
来自三叠纪奥地利地层的C.insignis以前被归入金尾鱼属，现在被归入富罗鱼属。阿根廷的另一个可能的化石记录现在被认为是一种分类地位不明确的金尾鱼科鱼类，可能属于Catutoichthys属。

## 分布
当仅讨论于可以明确归类为金尾鱼属的物种时，金尾鱼属分布于侏罗纪的英国、德国、美国和古巴，以及早白垩世的英国和西班牙。法国和葡萄牙的侏罗纪地层中也发现了可能属于金尾鱼属的化石。